# USS Juneau (CL-119)
USS Juneau (CL-119) là chiếc dẫn đầu của lớp tàu tuần dương hạng nhẹ mang tên nó của Hải quân Hoa Kỳ. Là chiếc tàu chiến thứ hai của Hải quân Mỹ được đặt cái tên này tiếp nối theo chiếc tuần dương hạng nhẹ Juneau (CL-52) bị mất vào đầu Chiến tranh Thế giới thứ hai, nó được đặt lườn bởi hãng Federal Shipbuilding and Drydock Company tại Kearny, New Jersey vào ngày 15 tháng 9 năm 1944; được hạ thủy vào ngày 15 tháng 7 năm 1945; được đỡ đầu bởi Bà B. L. Bartlett; và được đưa ra hoạt động vào ngày 15 tháng 2 năm 1946 dưới quyền chỉ huy của Hạm trưởng, Đại tá Hải quân Rufus E. Rose.

## Lịch sử hoạt động

### Địa Trung Hải1946-1949
Juneau trải qua năm đầu tiên trong quãng đời phục vụ hoạt động hoạt động dọc theo bờ biển Đại Tây Dương và vùng biển Caribe. Trước Chiến tranh Triều Tiên, nó từng ba lần được bố trí hoạt động tại Địa Trung Hải. Chiếc tàu tuần dương rời thành phố New York vào ngày 16 tháng 4 năm 1947 và gia nhập Đệ Lục hạm đội tại Trieste vào ngày 2 tháng 5, nơi nó giúp vào việc ổn định tình hình đang căng thẳng do tranh chấp lãnh thổ giữa Ý và Nam Tư, và một lượt hiện diện khác tại Hy Lạp phô trương lực lượng trước mối đe dọa bất ổn bởi lực lượng cộng sản. Nó quay trở về Norfolk vào ngày 15 tháng 11 để huấn luyện, rồi quay lại phục vụ cùng với Đệ Lục hạm đội từ ngày 14 tháng 6 đến ngày 3 tháng 10 năm 1948 và một đợt khác từ ngày 3 tháng 5 đến ngày 26 tháng 9 năm 1949. Được xếp lớp lại với ký hiệu lườn mới CLAA-119 như một tàu tuần dương phòng không vào ngày 18 tháng 3 năm 1949, Juneau rời Norfolk vào ngày 29 tháng 11 hướng sang Thái Bình Dương.

### Chiến tranh Triều Tiên1950-1952
Juneau đi đến Bremerton, Washington vào ngày 15 tháng 1 năm 1950 và tham gia các hoạt động dọc theo bờ biển Thái Bình Dương. Ngày 22 tháng 4, nó trở thành soái hạm của Chuẩn đô đốc J. M. Higgins, Tư lệnh Đội tuần dương 5 và trình diện để hoạt động tại Yokosuka, Nhật Bản vào ngày 1 tháng 6, nơi nó bắt đầu các cuộc tuần tra trinh sát tại eo biển Tsushima. Khi Chiến tranh Triều Tiên bùng nổ vào ngày 25 tháng 6, Juneau là một trong số ít con tàu có mặt sớm nhất đặt dưới quyền chỉ huy của Phó đô đốc C. Turner Joy, Tư lệnh Lực lượng hải quân Viễn Đông. Nó tuần tra ở khu vực phía Nam vĩ tuyến 38 ngăn ngừa các cuộc đổ bộ của đối phương, rồi tham gia cuộc bắn phá đầu tiên vào ngày 29 tháng 6 tại Bokuko Ko, phá hủy các cơ sở đối phương trên bờ. Chiếc tàu tuần dương cũng tham gia trận Chumonchin Chan vào ngày 2 tháng 7 nơi nó cùng với hai tàu chiến Hải quân Hoàng gia Anh HMS Jamaica và HMS Black Swan đánh chìm ba xuồng phóng lôi của Bắc Triều Tiên. Đến ngày 18 tháng 7, lực lượng của Juneau bao gồm các đơn vị Hải quân Hoàng gia, kể cả chiếc tàu tuần dương hạng nhẹ HMS Belfast, đã tung ra màn hỏa lực dày đặc xuống điểm tập trung quân của đối phương gần Yongdok nhằm kìm hãm bước tiến của lực lượng Bắc Triều Tiên về phía Nam.
Con tàu rời cảng Sasebo vào ngày 28 tháng 7 tiến hành đợt càn quét qua eo biển Đài Loan trước khi trình diện để phục vụ cùng Đệ Thất hạm đội tại vịnh Buckner vào ngày 2 tháng 8. Nó trở thành soái hạm của Lực lượng Tuần tra Đài Loan vào ngày 4 tháng 8, và tiếp tục ở lại đây cho đến ngày 29 tháng 10, khi nó gia nhập Lực lượng Đặc nhiệm tàu sân bay nhanh để hoạt động ngoài khơi bờ biển phía Đông bán đảo Triều Tiên. Nó đã hộ tống cho các tàu sân bay, rồi quay trở về Long Beach, California vào ngày 1 tháng 5 năm 1951 để đại tu, tiếp nối bằng một giai đoạn hoạt động ngoài khơi bờ biển Thái Bình Dương và vùng biển Hawaii. Juneau lại đi đến Yokosuka vào ngày 19 tháng 4 năm 1952, tiến hành các cuộc tấn công dọc theo bờ biển Triều Tiên, phối hợp với các cuộc không kích của máy bay từ tàu sân bay, cho đến khi quay trở về Long Beach vào ngày 5 tháng 11.

### Đại Tây Dương1953-1955
Juneau tham gia các cuộc cơ động huấn luyện cùng các hoạt động tại bờ Đông cho đến ngày 7 tháng 4 năm 1953 khi nó đi đến Norfolk gia nhập trở lại Hạm đội Đại Tây Dương. Vào ngày 13 tháng 5, chiếc tàu tuần dương lên đường cho một lượt phục vụ khác cùng Đệ Lục hạm đội, và quay trở về nhà vào ngày 23 tháng 10. Nó tiếp tục hoạt động tại Đại Tây Dương và vùng biển Caribe cho đến ngày 18 tháng 11 năm 1954, rồi quay lại Địa Trung Hải cho một lượt phục vụ sau cùng tại đây.

## Ngừng hoạt động
Sau khi quay trở lại khu vực bờ Đông vào ngày 23 tháng 2 năm 1955, Juneau được đưa về lực lượng dự bị tại Philadelphia vào ngày 23 tháng 3 năm 1955 và ở trong tình trạng không hoạt động cho đến khi được cho chính thức ngừng hoạt động vào ngày 23 tháng 7 năm 1955. Con tàu được đưa về Đội Philadelphia của Hạm đội Dự bị Đại Tây Dương cho đến ngày 1 tháng 11 năm 1959, khi nó được rút khỏi danh sách Đăng bạ Hải quân. Juneau được bán cho hãng Union Minerals and Alloys Corporation ở New York để tháo dỡ vào năm 1962.

## Phần thưởng
Juneau được tặng thưởng năm Ngôi sao Chiến trận do thành tích hoạt động trong Chiến tranh Triều Tiên.
|  |  |             |
|  |  |             |
|  |  | Silver star |
|  |  |             |

| Dãi băng Hoạt động Tác chiến             |                                              |                                                          |
| Huân chương Phục vụ Trung Hoa            | Huân chương Chiến dịch Hoa Kỳ                | Huân chương Chiến thắng Thế Chiến II                     |
| Huân chương Phục vụ Chiếm đóng Hải quân  | Huân chương Phục vụ Phòng vệ Quốc gia        | Huân chương Phục vụ Triều Tiên với 5 Ngôi sao Chiến trận |
| Đơn vị Tuyên dương Tổng thống (Hàn Quốc) | Huân chương Liên Hợp Quốc Phục vụ Triều Tiên | Huân chương Phục vụ Chiến tranh Triều Tiên (Hàn Quốc)    |